# International Building
L'International Building est un immeuble de New York situé dans le quartier de Midtown (Manhattan). Il se trouve sur la cinquième avenue et fait partie du Rockefeller Center, dont il reprend les matériaux (calcaire gris de l'Indiana) et le style Art déco. Son entrée principale est ornée de la fameuse Pierced Stone Grille de Lee Lawrie. Ses abords sont dotés de statues, parmi lesquelles l'Atlas (en face de la cathédrale Saint-Patrick) de Lawrie, également, est la plus importante.

## Histoire
Construit pendant la Grande Dépression, le Rockefeller Center ne fut pas occupé totalement. Afin d'attirer les investisseurs et les sociétés étrangères dans le nouveau complexe d'immeubles, Rockefeller eut l'idée de fournir aux nations européennes leur propre immeuble, tous situés sur la prestigieuse Cinquième Avenue. C'est ainsi que furent d'abord bâtis le British Empire Building et la Maison française. L'Italie et l'Allemagne semblaient elles aussi intéressées : deux édifices situés en contrebas de l'International Building accueillirent le Palazzo d'Italia (au 626 de la 5e Avenue) et la Deutsches Haus (au 636 de la 5e Avenue). Mais avec le début de la Seconde Guerre mondiale, la Deutsches Haus fut abandonnée et remplacée par l'International Building North.